# Persea pyrifolia
Persea pyrifolia là một loài thực vật thuộc họ Lauraceae. Loài này có ở Brasil và México.